# Carl Magnusson
Carl Magnusson, född 6 augusti 1866 i Flo församling, Skaraborgs län, död 21 december 1961 i Kungälv, var en svensk godsägare och riksdagsman (konservativ).
Magnusson var ledamot av Sveriges riksdags första kammare, invald i Älvsborgs läns valkrets.